# 品达德
PT品达德（佩尔塞罗）（PT Pindad（Persero），直译：「地面部队工业」）是一家专门从事军用和商业产品的印度尼西亚国有企业。品达德为印度尼西亚国民军和其他军警机构提供武器和弹药（阿鲁特西斯塔—Alutsista，直译：「主武器系统」)，主要支持印度尼西亚共和国的国防。
除了军火工业外，品达德还为其他领域生产工业产品，例如运输业和商用炸药。品达德的业务包括设计、开发、施工和制造以及维护。

## 历史
1808年，丹德尔斯总督下令在泗水建立军需、弹药和武器维护工厂，简称CW（直译：「建筑车间」），这是印度尼西亚国防工业的前身。他还指示建立了一个火炮车间，简称PF（直译：「弹丸工厂」）。1850年，政府进一步建立了烟火车间（荷蘭語：Pyrotechnische Werkplaats，简称），一所海军物资和炸药工厂。1851年1月1日，PW更名为火炮建造车间（荷蘭語：Artillerie Constructie Winkel）。
1923年至1932年间，泗水的工厂搬到了万隆，合并为一个名为Artillerie Inrichtingen（AI）（荷兰语，直译：「炮兵设施」）的实体。日本占领荷属东印度期间，ACW更名为第一构造（DIK）。随后更名为Leger Productie Bedrijven（LPB）（荷兰语，直译：「陆军制造公司」）。
1950年4月29日，根据荷兰-印度尼西亚圆桌会议达成的协议，荷兰将主权移交给印度尼西亚合众国，荷兰国防部也将LPB移交给印度尼西亚国民军和国防部。LPB后来更名为Pabrik Senjata dan Mesiu（PSM）（荷兰语，直译：「武器弹药工厂」），并将其管理权委托给印度尼西亚陆军，使其成为一家国有化军工公司。
PSM于1958年更名为陆军装备厂（Pabrik Alat Peralatan Angkatan Darat，简称Pabal AD），并于1962年更名为印度尼西亚陆军工业（Perindustrian TNI Angkatan Darat，简称Pindad）。
据报道，2020年，品达德向缅甸出口了印尼制造的弹药。

### 2019冠状病毒
在印度尼西亚COVID-19大流行期间，PT品达德开发了一款呼吸机原型，用作COVID-19患者的呼吸辅助设备。随着患者数量的增加和该国对医疗设备的需求猛增，品达德生产并向印度尼西亚各地的医院分发廉价的呼吸机。

### 奖项
品达德因设计品达德SS1和品达德SS2步枪而获奖，这些步枪帮助印度尼西亚陆军在2006年东盟陆军步枪比赛第十六届比赛中获胜。

## 设施
弹药部门位于玛琅土伦（Turen，Malang）拥有占地166公顷的生产设施和实验室。

## 已知产品

印度尼西亚军队成立72周年庆典上的虎式中型坦克。

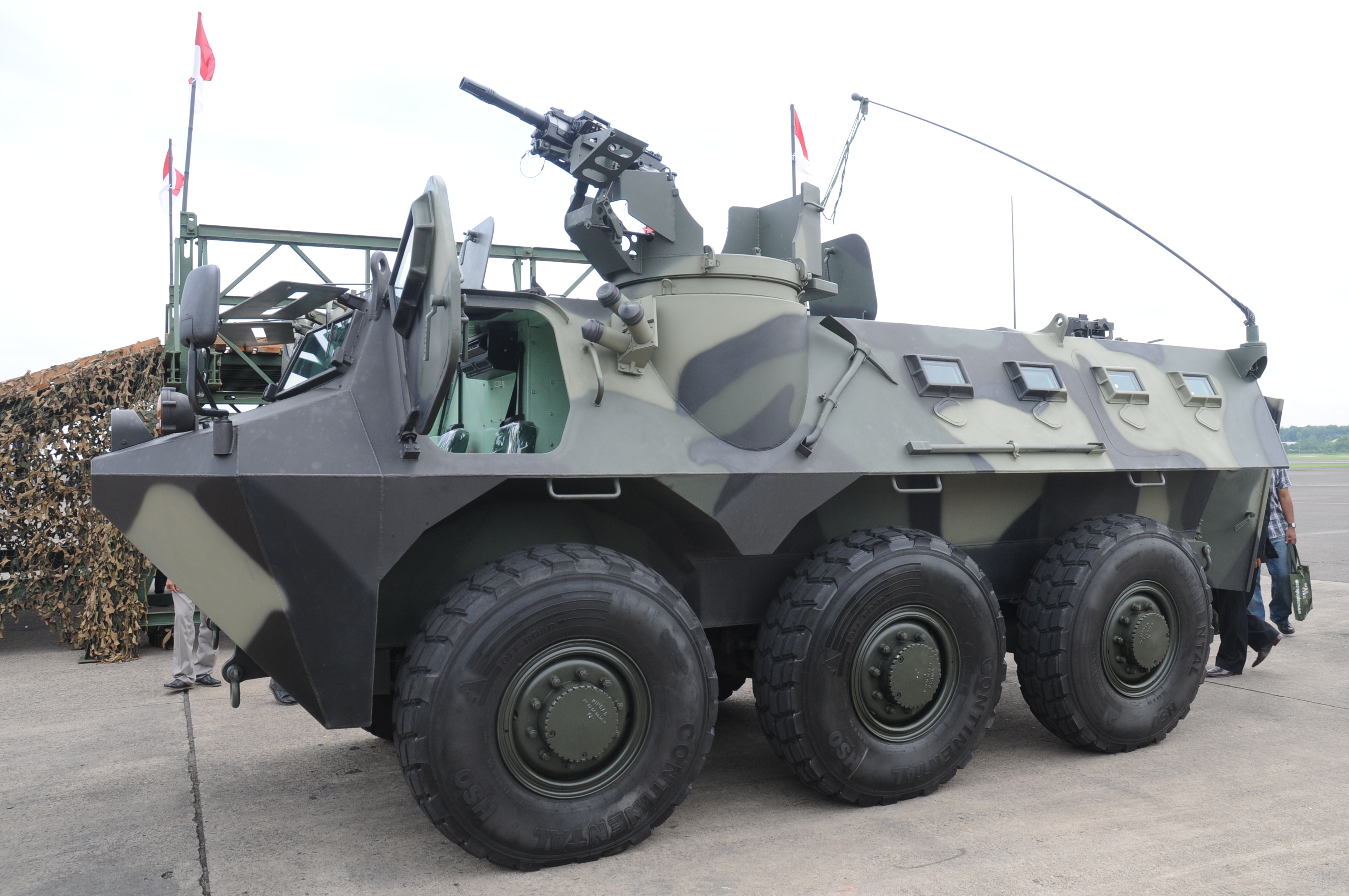
展出的品达德水牛。它的AGL安装座是公开可见的。

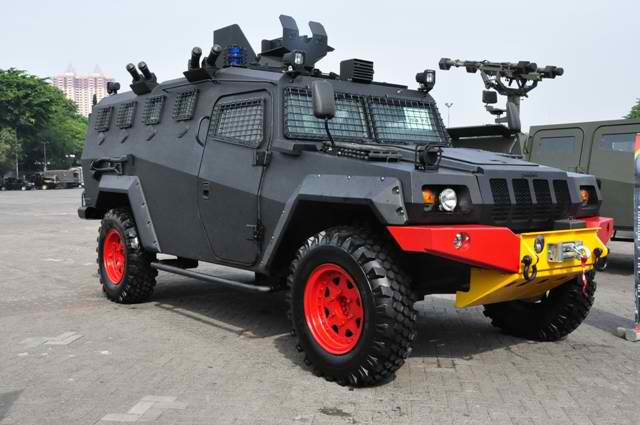
2012年Indodefence上带有红色和黄色标记的品达德龙，表示BRIMOB车辆。

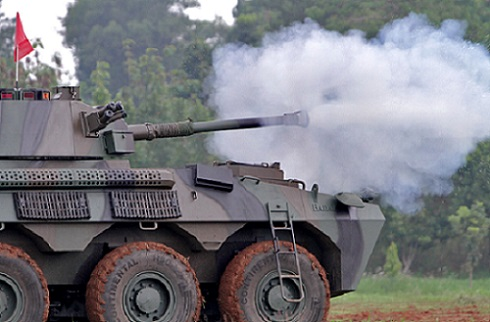
安装科克里尔Mk3 90mm炮的品达德犀牛

### 武器
副武器
- Pindad R1（品达德R1）
- 品达德P1
- 品达德P2[19]
- 品达德P3（英语：Pindad P3）
- 品达德PS-01（英语：Pindad PS-01）[20]
- 品达德G2（英语：Pindad G2）[21]
- Pindad MAG4（品达德MAG4）

冲锋枪
- 品达德PM1
- 品达德PM2
- 品达德PM3（英语：Pindad PM3）
- Pindad SKPK（品达德SKPK）

霰弹枪
- 品达德SG1（英语：Pindad SG1）

突击步枪
- 品达德SS1[22]
- 品达德SS2（英语：Pindad SS2）
- 品达德AM1

战斗步枪
- SP-1
- 品达德SS3（英语：Pindad_SS2#SS3）

特等射手步枪
- 品达德SPM-1（英语：Pindad SS2#SPM-1 DMR）

机枪
- 麦德森-赛特机枪（英语：Madsen-Saetter machine gun）
- 品达德SM2
- 品达德SM3
- 品达德SM5[22]
- 品达德SMB-1

狙击步枪
- 品达德SPR-1（英语：Pindad SPR）[23]
- 品达德SPR-2（英语：Pindad SPR）
- 品达德SPR-3（英语：Pindad SPR）
- 品达德SPR-4（英语：Pindad SPR）

榴弹发射器
- 品达德SPG-1
- Pindad SPG-2（品达德SPG-2）
- 品达德SPG-3[22]

非致命性武器
- PG BT1（电棍）
- PG Alpha-1（电击手电筒）
- PG TZ1（泰瑟）

其他
- Pindad PI（品达德PI）信号枪
- Pindad Mo-1 Mortar（品达德Mo-1 60mm迫击炮）
- Pindad Mo-2 Mortar（品达德Mo-2 60mm迫击炮）
- 品达德Mo-3迫击炮（英语：Pindad Mo-3 Mortar）81mm迫击炮
- Pindad 40mm（品达德40mm静音迫击炮）
- Pindad ME-105（品达德ME-105 105mm榴弹炮）
- Pindad PK-1（品达德PK-1野战刀）
- Pindad PL-1（品达德PL-1飞刀）

### 战车
装甲车
- 品达德A.yani (APC)[24]
- 品达德U.yani (APC)[25]
- 品达德APR-1V（英语：Pindad APR-1V）
- 品达德APS-1（英语：Pindad APS-1）
- 品达德APS-2（英语：Pindad APS-2）
- 品达德APS-3水牛（英语：Anoa (armoured personnel carrier)）（Pindad APS-3 Anoa，[] 错误：{{Langx}}：拉丁字母轉寫（帮助））
- 品达德龙（Pindad Komodo，[] 错误：{{Langx}}：拉丁字母轉寫（帮助））
- 大毒蛇机动步兵车
- 品达德鹰（英语：Sherpa Light#Foreign Variants）（Pindad Elang，[] 错误：{{Langx}}：拉丁字母轉寫（帮助））
- 品达德眼镜蛇
- 品达德虎（Pindad Maung，[] 错误：{{Langx}}：拉丁字母轉寫（帮助））

火力支援车
- 品达德犀牛（Pindad Badak，[] 错误：{{Langx}}：拉丁字母轉寫（帮助））

坦克
- 虎式

水上车辆和机械
- 两栖工作船（Work Boat Amphibious，简称WBA）
- 品达德TPS（垃圾收集驳船，Garbage trapper barge）

民用车辆
- 品达德电动摩托车（Pindad MotoEV）
- 品达德MV2（英语：Pindad MV2）

### 农业设备
- 水稻烘干机
- PA-1800（耕耘机/旋耕机）
- PP-160（收割机）[26]
- AMH-O
- Stungta x Pindad焚烧炉[27]

### 重型设备
- Excava 50（挖掘机）
- Excava 200（挖掘机），Excava 200长臂，Excava 200水陆两用[28]
- PTM-45（农用拖拉机）
- PTM-90（农用拖拉机）
- 伸缩臂叉装机[29]

## 引用
1. ↑  . 雅加达邮报. 2016-08-04  [2021-05-22]. （原始内容存档于2021-05-22）.
2. ↑  . 2024-04-09  [2024-04-09]. （原始内容存档于2024-05-30）.
3. ↑  . 2024-04-09  [2024-04-09]. （原始内容存档于2024-04-08）.
4. ↑  . 2024-04-09  [2024-04-09]. （原始内容存档于2024-06-03）.
5. ↑  . 2024-04-09  [2024-04-09]. （原始内容存档于2024-07-15）.
6. ↑  . 2024-04-09  [2024-04-09]. （原始内容存档于2024-04-13）.
7. ↑  . 2024-04-09  [2024-04-09]. （原始内容存档于2024-04-08）.
8. ↑  . 2024-04-09  [2024-04-09]. （原始内容存档于2024-05-11）.
9. ↑  . 2024-04-09  [2024-04-09]. （原始内容存档于2024-05-22）.
10. ↑  . 2024-04-09  [2024-04-09]. （原始内容存档于2024-04-08）.
11. ↑  . 2024-04-09  [2024-04-09]. （原始内容存档于2024-04-08）.
12. 1 2  .   [2024-04-08]. （原始内容存档于2021-07-24）.
13. ↑  .   [2024-04-08]. （原始内容存档于2016-04-09）.
14. ↑  .   [2024-04-08]. （原始内容存档于2024-06-19）.
15. ↑  .   [2024-04-08]. （原始内容存档于2024-02-23）.
16. ↑  . 雅加达邮报.   [2020-10-22]. （原始内容存档于2023-05-03） （英语）.
17. ↑  . PT品达德.   [2008-12-13]. （原始内容存档于2016-03-04）.
18. ↑  Parameswaran, Prashanth. . thediplomat.com. 外交学者杂志.   [2020-03-12]. （原始内容存档于2024-04-18）.
19. ↑  .   [2013-01-17]. （原始内容存档于2020-04-02）.
20. ↑  . The Firearm Blog. 2011-07  [2011-07-17]. （原始内容存档于2023-01-25）.
21. ↑  .   [2024-04-08]. （原始内容存档于2015-09-24）.
22. 1 2 3  . ARMAS.   [2010-07-05]. （原始内容存档于2013-04-02） （西班牙语）.
23. ↑  .   [2024-04-08]. （原始内容存档于2016-03-05）.
24. ↑  . 2019-01-23  [2024-04-08]. （原始内容存档于2022-11-01）.
25. ↑  . 2019-01-23  [2024-04-08]. （原始内容存档于2022-11-01）.
26. ↑  . JakartaGreater. 2017-06-06  [2017-12-28]. （原始内容存档于2018-08-13） （美国英语）.
27. ↑  . JakartaGreater. 2017-06-06  [2017-12-28]. （原始内容存档于2024-05-25） （美国英语）.
28. ↑  antaranews.com. . 安塔拉通讯社.   [2024-04-09]. （原始内容存档于2024-04-08） （印度尼西亚语）.
29. ↑  .   [2024-04-09]. （原始内容存档于2024-05-25） （印度尼西亚语）.